# Ditha
Genre
Ditha est un genre de pseudoscorpions de la famille des Tridenchthoniidae.

## Distribution
Les espèces de ce genre se rencontrent en Asie, en Afrique et en Océanie.

## Liste des espèces
Selon Pseudoscorpions of the World (version 3.0) :
- Ditha (Ditha) Chamberlin, 1929
  - Ditha elegans Chamberlin, 1929
  - Ditha loricata Beier, 1965
  - Ditha novaeguineae Beier, 1965
  - Ditha ogasawarensis Sato, 1981
  - Ditha palauensis Beier, 1957
  - Ditha philippinensis Chamberlin, 1929
  - Ditha proxima (Beier, 1951)
- Ditha (Paraditha) Beier, 1931
  - Ditha laosana Beier, 1951
  - Ditha latimana (Beier, 1931)
  - Ditha marcusensis (Morikawa, 1952)
  - Ditha pahangica Beier, 1955
  - Ditha sinuata (Tullgren, 1901)
  - Ditha sumatraensis (Chamberlin, 1923)
  - Ditha tonkinensis Beier, 1951

et décrite depuis :
- Ditha shivanparaensis Jeong, Harms & Johnson, 2024

## Systématique et taxinomie
Ce genre a été décrit par Chamberlin en 1930 dans les Chthoniidae. Il est placé dans les Tridenchthoniidae par Chamberlin et Chamberlin en 1945.

## Publications originales
- Chamberlin, 1929 : « A synoptic classification of the false scorpions or chela-spinners, with a report on a cosmopolitan collection of the same. Part 1. The Heterosphyronida (Chthoniidae) (Arachnida-Chelonethida). » Annals and Magazine of Natural History, sér. 10, vol. 4, p. 50-80.
- Beier, 1931 : « Zur Kenntnis der Chthoniiden (Pseudoskorpione). » Zoologischer Anzeiger, vol. 93, p. 49-56.